# 日尊 (日興門流)
日尊（にちぞん）は、鎌倉時代の日興門流の僧。太夫阿闍梨と称する。京都要法寺の開山。日蓮本宗の祖。

## 概要
重須談所〔北山本門寺〕境内には、日尊上人腰掛石がある。日興は重須談所で弟子の育成に努めたが、正安元年（1299年）秋、講義の最中に窓の外を舞い落ちる梨の葉に気をとられた日尊を破門にした。破門された日尊は一念発起し、諸国を巡り36箇寺を建立したと伝えられている。破門されてもなお毎年、重須談所のお会式には必ず参詣に来た。しかし本堂に入ることは許されないため、人知れず門の外の石に腰掛て参詣した。後、日興に破門を許されて36幅の曼荼羅を授与され、日目に仕えた。日興の滅後、日目の天奏に付き従い、日目の遺志を継いで天奏を行った。その後、京都方面で布教を行った。

## 略歴
- 文永2年（1265年）、日尊生まる。幼少にて天台僧として出家す。
- 弘安6年（1283年）、奥州三迫六町目の地頭所で日目の教化にあい改衣する〔19歳〕[4]。
- 弘安7年（1284年）、日興に師事する[1]。
- 正応3年（1290年）、大石寺創建と同時に塔中・久成坊を開く。
- 正安元年（1299年）、重須にて日興より勘当される[5]。
- 延慶元年（1308年）、諸国を遊行し、京都山城に法華堂（後の要法寺）を開いた。
- 応長元年（1311年）、勘当を解かれる[2] 。
- 正慶2年/元弘3年（1333年）春、日郷と日目に随って天奏（天皇に仏法を説くこと）にのぞむ。その途中、美濃の垂井で日目が死去するも、その意志を継いで入洛した[2]。
- 正慶3年/建武元年（1334年）春、後醍醐天皇に天奏を行った。その功績によって京都の朝廷より六角油小路に寺地を寄進される。
- 暦応元年（1338年）、再び入洛[2]。
- 暦応2年（1339年）、六角油小路に上行院を創し、日興門流の京都基盤を確立する[2]。
- 康永3年（1344年）10月13日、会津実成寺から弟子の日印を招いて上行院を授けた[6]。
- 康永4年（1345年）5月8日、京六角上行院開基〔京要法寺4代〕太夫阿日尊寂（81歳）[6]。

## 建立した他の寺院
- 仏眼寺 - 宮城県仙台市若林区
- 実成寺 - 福島県会津若松市
- 妙福寺 - 福島県会津坂下町
- 満願寺 - 福島県須賀川市
- 願成寺 - 福島県須賀川市
- 浄圓寺 - 栃木県小山市
- 冨久成寺 - 茨城県古河市
- 妙本寺 - 埼玉県南埼玉郡宮代町
- 妙縁寺 - 東京都墨田区
- 伊豆実成寺 - 静岡県伊豆市